# Eugen von Kahler
Eugen von Kahler nebo narozen jako Eugen Kohn (6. ledna 1882 Praha – 13. prosince 1911, Praha) byl českoněmecký malíř, grafik a básník židovského původu. Je řazen k expresionistům a okruhu umělců ze sdružení Der Blaue Reiter.

## Život
Eugen Kahler se narodil v Praze jako třetí ze čtyř synů v rodině bohatého židovského průmyslníka Maxe Kohna (1846–1919), který si dal roku 1884 úředně změnit příjmení na Kahler. Absolvoval v Praze obchodní školu. Malířství studoval nejprve v Praze u Heinricha Jakesche, poté na soukromé malířské škole Heinricha Knirra v Mnichově (1901–1905) a nakonec na mnichovské Akademii umění u Franze von Stucka. Jeho spolužáky byli Rudolf Levy a Hans Purrmann. Soukromé lekce malování mu dával také Hugo von Habermann.
Od roku 1900, kdy onemocněl tuberkulózou, pobýval opakovaně v sanatoriích. V letech 1905–1906 žil v Berlíně. Na jaře roku 1907 Kahler dokončil malířské vzdělání studiem aktu na soukromé pařížské malířské škole a navštěvoval pařížská muzea, zejména Louvre a také slavnou pařížskou kavárnu Le Dôme. Zde se setkal s umělci jako Friedrich Ahlers-Hestermann, Oskar Moll, Pascin, Elisabeth Epstein nebo Sonia Terk a zúčastnil se na výstavách Salon d'automne a Salon des Indépendants.
Pro své vážné onemocnění plic trávil zimu na severu Afriky – v roce 1908 v Egyptě, 1909–1910 v Tunisku a Alžírsku. Z korespondence s bratrancem Erichem Kahlerem lze vyvodit, že k cestám do Orientu malíře vedlo také hledání jeho židovských kořenů. Od května do srpna 1910 pobýval v Londýně a na podzim se zúčastnil druhé mnichovské výstavy spolku Neue Künstlervereinigung München, kam patřili např. Vasilij Kandinskij, Alexej von Jawlensky, Alfred Kubin nebo Franz Marc; tito umělci později založili skupinu Der Blaue Reiter.
Dne 8. srpna 1911 byl jeho otec pro své zásluhy o průmysl a kulturu povýšen do rytířského stavu. V říjnu 1911 se v mnichovské Moderní Galerii Heinricha Thannhausera konala první samostatná Kahlerova výstava. Dne 13. prosince 1911 Eugen von Kahler zemřel a byl pohřben na Novém židovském hřbitově v Praze.
Jeho bratranec a přítel, spisovatel Erich Kahler, zachránil pozůstalost umělce, která čítala četné olejomalby, akvarely, kresby a lepty. Po smrti Eugena von Kahlera bylo nalezeno velké množství básní, které v roce 1914 vyšly péčí jeho přátel jako 53-stránková kniha poezie s názvem Sinnen und Gesang v nákladu 100 výtisků. Pět dnů po Kahlerově smrti se konala v Mnichově první výstava skupiny Der Blaue Reiter, kde byl zastoupen dvěma obrazy. Roku 1912 byly v květnovém čísle almanachu skupiny reprodukovány dva Kahlerovy obrazy z majetku Kandinského a Marce a vyšel zde nekrolog, jehož autorem byl Vasilij Kandinskij.

## Dílo
Eugena von Kahlera ovlivnil na počátku tvorby zejména Manet a ze starých mistrů Velasquez, El Greco a Tizian. Již během studií však maloval groteskní a fantastické kompozice inspirované Goyou a Beardsleym. Během pobytu v Paříži ho zajímali zejména Delacroix a postimpresionisté Cézanne, Van Gogh a Gauguin.
Kahlerovo malířské dílo nejvíce ovlivnily jeho pobyty v arabském světě, který byl zajímavý svou tajemnou a exotickou atmosférou, barvami i světlem. Ve stejné době se orientalismy a exotismy v malbě objevily u řady německy hovořících umělců, kteří vystavovali v Praze a Brně.

### Výstavy
- 1931 posmrtná retrospektivní výstava Eugen von Kahler, Praha
- 2006 ET IN ARCADIA EGO - Eugen von Kahler (1882-1911), Galerie výtvarného umění v Chebu

## Galerie

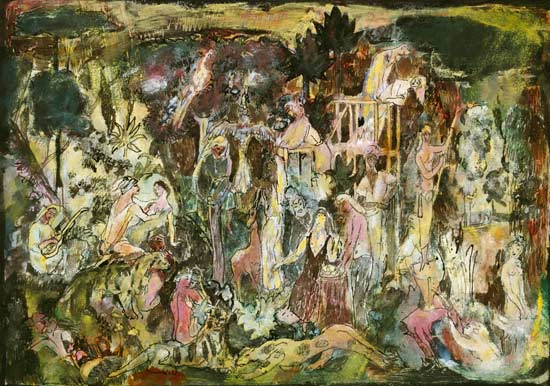
Eugen von Kahler – Zahrada rozkoší (1910/11)
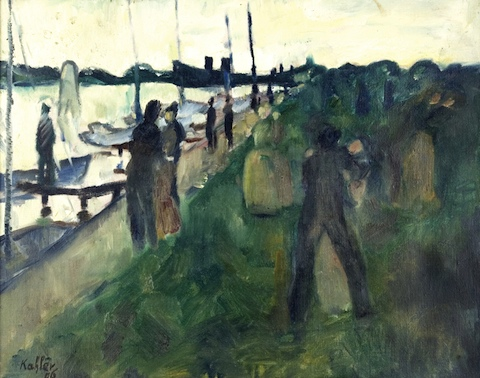
Eugen von Kahler - Na mořském břehu (1906)
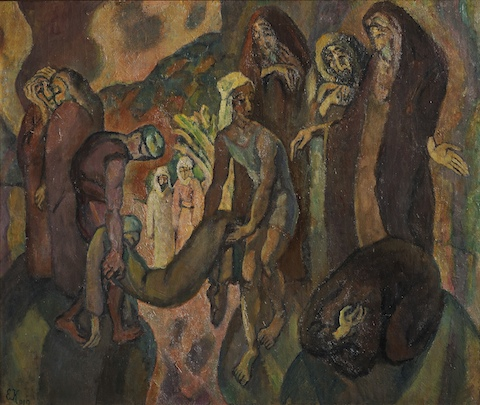
Eugen von Kahler - Biblický motiv (1910)
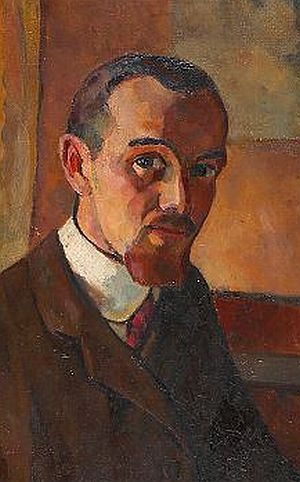
Eugen von Kahler - Autoportrét
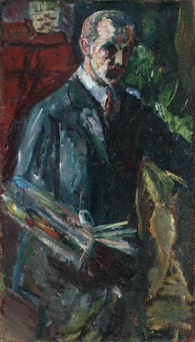
Eugen von Kahler - Autoportrét (1911)
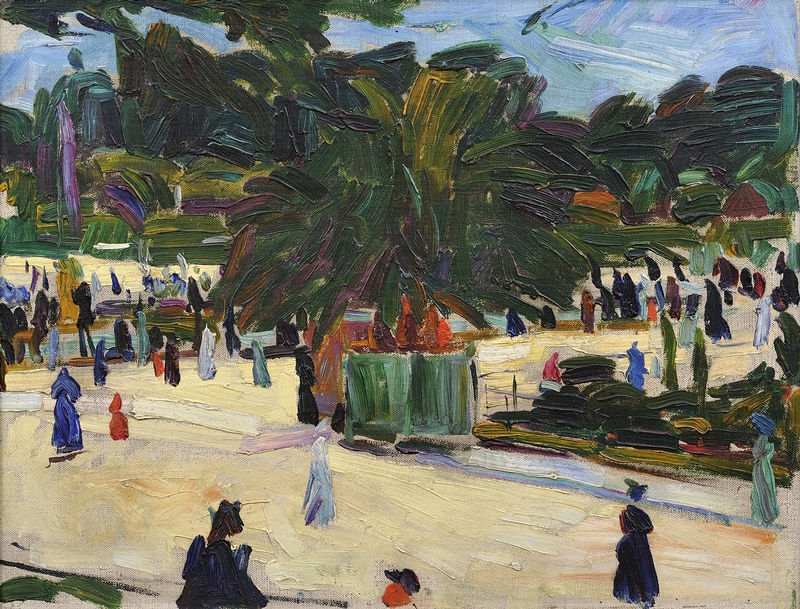
Eugen von Kahler - Ulice v Orientu (1909)